# Finnische Leichtathletik-Meisterschaften 1920
Die Finnischen Leichtathletik-Meisterschaften 1920, auch Kaleva-Spiele 1920 genannt (finnisch Kalevan kisat 1920), fanden am 3. und 4. Juli im Eläintarhan kenttä in Helsinki statt.
Daneben fanden 1920 weitere Meisterschaften in leichtathletischen Disziplinen statt:
- 21. März: Finnische Standsprung-Meisterschaften in Hamina
- 16. Mai: Finnische Querfeldeinlauf-Meisterschaften in Viipuri[1]
- 19. und 20. Juni: Finnische Staffellauf-Meisterschaften und Finnische Leichtathletik-Meisterschaften der Frauen in Tampere

## Leichtathletik-Meisterschaften der Herren

### Ergebnisse
| Disziplin                   | Gold               | Gold        | Silber            | Silber      | Bronze           | Bronze      |
| --------------------------- | ------------------ | ----------- | ----------------- | ----------- | ---------------- | ----------- |
| 100 m                       | Lauri Härö         | 11,8 s      | Hirsch Drisin     | 11,8 s      | Erik Wilén       | 11,8 s      |
| 200 m                       | Hirsch Drisin      | 23,0 s      | Waldemar Wickholm | 23,1 s      | Lauri Härö       | 23,1 s      |
| 400 m                       | Erik Wilén         | 50,0 s      | Waldemar Wickholm | 51,3 s      | Arvi Koskinen    | 52,2 s      |
| 800 m                       | Axel Kuffschinoff  | 2:03,6 min  | Arvi Koskinen     | 2:03,9 min  | Martti Jukola    | 2:07,7 min  |
| 1500 m                      | Paavo Nurmi        | 4:05,5 min  | Oskari Rissanen   | 4:16,5 min  | Elias Katz       | 4:17,0 min  |
| 5000 m                      | Paavo Nurmi        | 15:00,5 min | Ilmari Vesamaa    | 16:01,5 min | Kalle Kytöniemi  | 16:26,5 min |
| 10.000 m                    | Heikki Liimatainen | 34:10,1 min | Kalle Kytöniemi   | 34:33,8 min | Tatu Kolehmainen | 35,14,0 min |
| 25.000 m                    | Urho Tallgren      | 1:46:07,0 h | Aarne Kallberg    | 1:48:16,1 h |                  |             |
| 110 m Hürden                | Richard Järvinen   | 17,2 s      | Paavo Johansson   | 17,5 s      |                  |             |
| 400 m Hürden                | Erik Wilén         | 56,6 s      | Erkki Kättö       | 59,7 s      | Akseli Neittamo  | 60,4 s      |
| Hochsprung                  | Uno Gerasimowitsch | 1,75 m      | Bror Kraemer      | 1,75 m      | Oskar Hakulin    | 1,70 m      |
| Stabhochsprung              | Jussi Ruoho        | 3,45 m      | Yrjö Helander     | 3,45 m      | Arvo Järvinen    | 3,45 m      |
| Weitsprung                  | Eero Lehtonen      | 7,02 m      | Reijo Halme       | 6,73 m      | Vilho Tuulos     | 6,67 m      |
| Dreisprung                  | Vilho Tuulos       | 14,48 m     | Ossian Nylund     | 13,92 m     | Ilmari Sandberg  | 13,89 m     |
| Kugelstoßen                 | Elmer Niklander    | 14,20 m     | Ville Pörhölä     | 13,86 m     | August Takala    | 12,95 m     |
| Kugelstoßen kombiniert (1)  | Elmer Niklander    | 26,12 m     | Ville Pörhölä     | 24,90 m     | Niilo Koskiniemi | 24,03 m     |
| Diskuswerfen                | Armas Taipale      | 45,16 m     | Elmer Niklander   | 44,14 m     | Ville Pörhölä    | 39,87 m     |
| Diskuswerfen kombiniert (1) | Elmer Niklander    | 83,92 m     | Armas Taipale     | 83,15 m     | Harry Alfthan    | 72,00 m     |
| Hammerwerfen                | Johan Pettersson   | 43,33 m     | Elmer Niklander   | 40,98 m     | Erik Eriksson    | 40,70 m     |
| Speerwerfen                 | Paavo Johansson    | 62,52 m     | Urho Peltonen     | 62,01 m     | Julius Saaristo  | 58,76 m     |
| Speerwerfen kombiniert (1)  | Urho Peltonen      | 108,81 m    | Julius Saaristo   | 107,13 m    | Paavo Johansson  | 106,60 m    |
| Gewichtwerfen               | Johan Pettersson   | 9,52 m      | Arne Thurman      | 9,24 m      | Vilkka Pelkonen  | 9,16 m      |
| Fünfkampf                   | Eero Lehtonen      | 9           | Hugo Lahtinen     | 12          | Vilho Levänen    |             |
| Zehnkampf                   | Paavo Johansson    | 7596,760    | Oiva Linturi      | 6884,925    | Arma Kauppila    | 5798,470    |

### Mannschaftswertung
|    | Mannschaft            | Punkte |
| -- | --------------------- | ------ |
| 1. | Helsingin Kisa-Veikot | 11     |
| 2. | Helsingfors IFK       | 7      |
| 3. | Tampereen Pyrintö     | 6      |

## Leichtathletik-Meisterschaft der Damen
| Disziplin | Gold          | Gold   | Silber   | Silber | Bronze       | Bronze |
| --------- | ------------- | ------ | -------- | ------ | ------------ | ------ |
| 100 m     | Olga Virtanen | 14,8 s | H. Pelli | 15,2 s | Kerttu Vaaja | 16,6   |

## Standsprung-Meisterschaften
| Disziplin        | Gold            | Gold    | Silber          | Silber  | Bronze        | Bronze |
| ---------------- | --------------- | ------- | --------------- | ------- | ------------- | ------ |
| Hochsprung/Stand | Viljo Vuorio    | 1,515 m | Pekka Johansson | 1,475 m | Artturi Niemi | 1,43 m |
| Weitsprung/Stand | Pekka Johansson | 3,205 m | Viljo Vuorio    | 3,12 m  | Artturi Niemi | 3,01 m |
| Dreisprung/Stand | Pekka Johansson | 9,64 m  | Viljo Vuorio    | 9,15 m  | Artturi Niemi | 9,08 m |

## Querfeldeinlauf-Meisterschaften
| Disziplin | Gold        | Gold      | Silber | Bronze |
| --------- | ----------- | --------- | ------ | ------ |
| Einzel    | Paavo Nurmi | 32:19 min |        |        |